# Sparkassenverband Niedersachsen
Der Sparkassenverband Niedersachsen (SVN) ist ein Sparkassen- und Giroverband der Sparkassen, Landesbausparkasse und Landesbank im Land Niedersachsen.

## Allgemeines
Es handelt sich um einen Verband in der Rechtsform der Körperschaft des öffentlichen Rechts, der als Interessenverband fungiert und der Pflichtmitglieder hat.
Die Körperschaft des öffentlichen Rechts mit Sitz in Hannover ist einer von zwölf regionalen Sparkassen- und Giroverbänden in Deutschland. Dieser wurde am 7. Oktober 1887 gegründet. Im Sparkassenverband Niedersachsen sind 37 kommunale Sparkassen, ihre kommunalen Träger und die Braunschweigische Landessparkasse zusammengeschlossen. Spitzenverband ist der Deutsche Sparkassen- und Giroverband e. V. (DSGV) mit Sitz in Berlin.

## Organisation

### Aufbau
Als Einrichtung des SVN hat die Zusatzversorgungskasse für Sparkassen (ZVK-Sparkassen) ihren Sitz in Emden. Der Präsident des Sparkassenverbandes Niedersachsen ist Cord Bockhop, Vizepräsident ist Guido Mönnecke. Der Verband ist in zwei Dezernate unterteilt:
Dezernat 1 unter der Leitung von Cord Bockhop umfasst die Geschäftsbereiche
- Beteiligungen
- Grundsatzfragen
- Revision, Beauftragtenwesen
- ZVK-Sparkassen

sowie die Niedersächsische Sparkassenstiftung und die Sparkassenakademie Niedersachsen. Zusätzlich gibt es den Geschäftsbereich der Prüfungsstelle. Diese ist in der Durchführung ihrer Prüfungstätigkeit unabhängig von den Weisungen der Verbandsorgane.
Dezernat 2 steht unter der Leitung von Vizepräsident Guido Mönnecke und umfasst die Geschäftsbereiche
- Betrieb
- Finanzen und Personal
- Markt
- Personalmanagement
- Recht und Steuern

### Mitarbeiter
Insgesamt beschäftigt der Sparkassenverband Niedersachsen 326 Mitarbeiterinnen und Mitarbeiter (Stand: Dezember 2023).

### Präsidenten
| 1887–1910 | Wilhelm Cord Müller                                                                                 |
| 1910–1913 | Hans Eyl                                                                                            |
| 1913–1933 | Wilhelm Klußmann                                                                                    |
| 1933–1937 | Arthur Menge                                                                                        |
| 1937–1938 | Kurt Jerschke                                                                                       |
| 1938–1942 | Otto Marxer                                                                                         |
| 1943–1945 | Ludwig Geßner                                                                                       |
| 1945–1950 | (Max Müller-Busse: Verbandsgeschäftsführer, übernahm vorläufig die Aufgaben des Verbandsvorstehers) |
| 1950–1951 | Brandes                                                                                             |
| 1951–1968 | Otto Müller                                                                                         |
| 1969–1983 | Josef Stecker                                                                                       |
| 1983–1998 | Dietrich Hoppenstedt                                                                                |
| 1998–2003 | Klaus Rathert                                                                                       |
| 2003–2024 | Thomas Mang                                                                                         |
| seit 2024 | Cord Bockhop                                                                                        |

### Organe
Organe des Sparkassenverbands sind der Verbandsvorsteher, die Verbandsversammlung und der Verbandsvorstand.
Der Verbandsvorsteher vertritt den Verband nach außen. Verbandsvorsteher ist seit dem 1. Juli 2024 Cord Bockhop. Stellvertreter des Verbandsvorstehers sind der Verdener Landrat, Peter Bohlmann, und der Vizepräsident, Guido Mönnecke.
Der Verbandsvorstand wird vom Verdener Landrat, Peter Bohlmann, geleitet. Weitere Mitglieder sind der Verbandsvorsteher Cord Bockhop, der Vorstandsvorsitzende der NORD/LB, Jörg Frischholz, sowie der Landesobmann der Vorstände der niedersächsischen Sparkassen, Johannes Hartig. Außerdem gehören zum Verbandsvorstand die Verwaltungsrats- und Vorstandsvorsitzenden von sechzehn niedersächsischen Sparkassen.

## Aufgabe
Die Hauptaufgabe des SVN ist es, das Sparkassenwesen in Niedersachsen zu stärken. Er steht den Sparkassen beratend und unterstützend zur Seite. Des Weiteren vertritt er die Interessen der Niedersächsischen Sparkassen-Finanzgruppe und organisiert die Willensbildung innerhalb der Gruppe. Ziel ist die Sicherung und Stärkung der Wettbewerbsfähigkeit der Sparkassen im Markt.
Dazu erbringt der Verband folgende Leistungen:
- Aufgreifen strategischer Fragestellungen
- Koordination der Willensbildung und des Informationsflusses
- Durchsetzung gemeinsamer Interessen innerhalb und außerhalb des Verbundes der Sparkassen-Finanzgruppe
- Halten und Management von Beteiligungen
- Initiierung und Koordination bei Projekten der Sparkassen-Finanzgruppe
- Betriebswirtschaftliche, personalwirtschaftliche und rechtliche Beratung
- Prüfung der Sparkassen
- Förderung der beruflichen Bildung, insbesondere durch Beratung und Entwicklung sowie Durchführung von Bildungsmaßnahmen für die Mitarbeiter der Sparkassen und der weiteren Institute der Sparkassen-Finanzgruppe
- Schaffung einer zusätzlichen Alters-, Berufsunfähigkeits-, Erwerbsunfähigkeits- und Hinterbliebenenversicherung für Mitarbeiter öffentlich-rechtlicher Sparkassen und sonstiger Beteiligter der Sparkassenorganisation sowie für Verbandsmitarbeiter (Emder ZVK)
- Unterstützung der Sparkassenaufsichtsbehörden

## Die Niedersächsische Sparkassenstiftung
→ Hauptartikel siehe Niedersächsische Sparkassenstiftung
1985 von den niedersächsischen Sparkassen und der Norddeutschen Landesbank (NORD/LB) gegründet, fördert die Niedersächsische Sparkassenstiftung die Kultur im Bundesland. Dazu gehören die bildende Kunst, Musik, Museen und Denkmalpflege.

## Die Sparkassenakademie Niedersachsen
Die Sparkassenakademie Niedersachsen ist eine Einrichtung des Sparkassenverbandes Niedersachsen (SVN). 1920 wurde sie als „Deutsche Sparkassenschule Hannover“ von Paul Rocke gegründet.

## Die niedersächsischen Mitgliedssparkassen
| Name                                           | Sitz              | Rang (laut Bilanzsumme) | Bemerkungen |
| ---------------------------------------------- | ----------------- | ----------------------- | --- |
| Sparkasse Aurich-Norden                        | Aurich und Norden | 172                     | |
| Stadtsparkasse Bad Pyrmont                     | Bad Pyrmont       | 342                     | |
| Stadtsparkasse Barsinghausen                   | Barsinghausen     | 343                     | |
| Kreissparkasse Bersenbrück                     | Bersenbrück       | 205                     | |
| Braunschweigische Landessparkasse              | Braunschweig      |                         | Teilrechtsfähige Anstalt der Norddeutschen Landesbank (NORD/LB) mit Hauptsitz in Hannover                          |
| Stadtsparkasse Burgdorf                        | Burgdorf          | 340                     | |
| Sparkasse Celle-Gifhorn-Wolfsburg              | Gifhorn           | 49                      | |
| Stadtsparkasse Cuxhaven                        | Cuxhaven          | 293                     | |
| Sparkasse Duderstadt                           | Duderstadt        | 323                     | |
| Sparkasse Einbeck                              | Einbeck           | 338                     | |
| Sparkasse Emden                                | Emden             | 322                     | |
| Sparkasse Emsland                              | Meppen            | 100                     | |
| Kreissparkasse Fallingbostel in Walsrode       | Walsrode          | 236                     | |
| Sparkasse Göttingen                            | Göttingen         | 110                     | |
| Kreissparkasse Grafschaft Bentheim zu Nordhorn | Nordhorn          | 198                     | |
| Kreissparkasse Diepholz                        | Syke              | 52                      | |
| Sparkasse Hannover                             | Hannover          | 6                       | |
| Sparkasse Harburg-Buxtehude                    | Hamburg           | 103                     | Sitz im Bundesland Hamburg Geschäftsgebiet ist der niedersächsische Landkreis Harburg und die Hansestadt Buxtehude |
| Sparkasse Hildesheim Goslar Peine              | Hildesheim        | 33                      | |
| Sparkasse LeerWittmund                         | Leer und Wittmund | 166                     | |
| Sparkasse Lüneburg                             | Lüneburg          | 150                     | |
| Kreissparkasse Melle                           | Melle             | 256                     | |
| Sparkasse Nienburg                             | Nienburg/Weser    | 221                     | |
| Kreis-Sparkasse Northeim                       | Northeim          | 262                     | |
| Landessparkasse zu Oldenburg                   | Oldenburg (Oldb.) | 20                      | |
| Sparkasse Osnabrück                            | Osnabrück         | 39                      | |
| Sparkasse Osterode am Harz                     | Osterode am Harz  | 307                     | |
| Sparkasse Rotenburg Osterholz                  | Zeven             | 130                     | |
| Sparkasse Schaumburg                           | Rinteln           | 165                     | |
| Sparkasse Scheeßel                             | Scheeßel          | 321                     | |
| Kreissparkasse Soltau                          | Soltau            | 276                     | |
| Kreissparkasse Stade                           | Stade             | 218                     | |
| Sparkasse Stade-Altes Land                     | Stade             | 234                     | |
| Sparkasse Uelzen Lüchow-Dannenberg             | Uelzen            | 184                     | |
| Kreissparkasse Verden                          | Verden (Aller)    | 139                     | |
| Sparkasse Hameln-Weserbergland                 | Hameln            | 187                     | |
| Weser-Elbe-Sparkasse                           | Bremerhaven       |                         | Sitz im Bundesland Bremen Geschäftsgebiet ist die Stadt Bremerhaven und der Landkreis Cuxhaven                     |
| Sparkasse Wilhelmshaven                        | Wilhelmshaven     | 313                     | |